# La Passion de Gilles
La Passion de Gilles est un opéra du compositeur belge Philippe Boesmans sur un livret de l'écrivain belge Pierre Mertens, créé en 1983 à Bruxelles. L'histoire s'inspire de Gilles de Rais, chevalier du XVe siècle et compagnon d'armes de Jeanne d'Arc.

## Historique
La Passion de Gilles est une commande de La Monnaie et de son directeur, Gérard Mortier, qui contacte le compositeur dès 1980 pour lui proposer la fabrication d'un opéra. Philippe Boesmans compose durant les années 1982 et 1983 son premier opéra, sur un livret du poète belge Pierre Mertens, reprenant trois épisodes l'histoire de la vie de Gilles de Rais, que le compositeur imaginait déjà depuis plusieurs années. Ce n'est cependant pas sa première expérience dans le domaine de la musique vocale puisqu'il écrit Attitudes en 1979, spectacle musical pour voix soliste et orchestre de chambre.
La Passion est créé le 18 octobre 1983 à La Monnaie de Bruxelles pour neuf représentations sous la direction du chef belge Pierre Bartholomée, mis en scène par le français Daniel Mesguich, avec l'Orchestre philharmonique de l'Opéra national de Bruxelles. L'opéra récolte alors un grand succès, qui oblige la maison d'opéra à programmer une représentation supplémentaire le soir de la dernière. Cependant, si la musique est assez appréciée, la mise en scène de Daniel Mesguich laisse les commentateurs plutôt dubitatifs, lui reprochant notamment une surcharge d'événements, mettant à mal le déroulement logique de l'histoire et des personnages. Un enregistrement est effectué en direct par la RTBF et publié la même année chez Ricercar et un film sur l'opéra est également réalisé pendant la création, Images d’un opéra : La Passion de Gilles, sorti en 1984, conduit aussi par la radio belge. 

### Postérité
La Passion de Gilles fait partie des œuvres qui ont marqué le retour de l'opéra dans la création musicale, initiant un mouvement chez les compositeurs vers un retour du genre sur les scènes contemporaines : Saint François d'Assise, l'opéra d'Olivier Messiaen, est créé quelques semaines après à l'Opéra de Paris. L'ouvrage de Philippe Boesmans n'est cependant pas repris depuis sa création et le compositeur lui-même admet que son œuvre est trop imparfaite par de nombreux côtés. En effet, il se rend compte par la suite qu'il voulait faire alors « un opéra contre l'opéra » et l'estime inaudible en particulier concernant le traitement du sujet et des personnages.

## Description
La Passion de Gilles est un opéra en trois actes d'une durée d'environ une heure et quarante-cinq minutes, prévu pour trois voix de femmes et trois voix d'hommes, ainsi qu'un chœur mixte à quatre voix et un chœur d'enfants. L'opéra est composé en comprenant plusieurs intervalles triton s'apparentant à ce qu'on appelait au Moyen Âge le diabolus in musica. L'histoire raconte le récit de Gilles de Rais, ou Barbe bleue, héros de la Guerre de Cent ans et criminel, condamné à être pendu et brûlé.

### Rôles
| Rôle               | Voix          | Créateur              |
| ------------------ | ------------- | --------------------- |
| Gilles de Rais     | baryton       | Peter Gottlieb        |
| Jeanne             | soprano       | Carole Farley         |
| Minguet            | mezzo-soprano | Collette Alliot-Lugaz |
| Francesco Prelati  | ténor         |                       |
| Guillaume Merici   | baryton       |                       |
| Jean de Malestroit | basse         |                       |
| La ribaude         | soprano       |                       |
| Le faux aumônier   | ténor         |                       |
| Soldat 1           | ténor         |                       |
| Soldat 2           | baryton       |                       |
| Soldat 3           | basse         |                       |
| Soldat 4           | ténor         |                       |

### Orchestration
- Vents : quatre flûtes, deux hautbois, quatre clarinettes, deux bassons ;
- cuivres : quatre cors, quatre trompettes, trois trombones, tuba ;
- percussions : six percussionnistes, timbales ;
- autre : harpe, célesta ;
- cordes.

## Enregistrements
- Ricercar, 1983, 2 disques, dir. Pierre Bartholomée, enregistré par la RTBF en octobre 1983.